# ملكية وراثية
الملكية الوراثية هي أحد الأنظمة الملكية. أي عندما تنتهي فترة الملك الحالي يُنادى بولي العهد ملكاً، وعادةً يكون الابن الأكبر للملك هو ولي العهد أو أحد أقربائهِ. فلذلك سمُي نظام الحكم بالملكي الوراثي وهو نوع من أنواع التداول السلمي ويعزز هذا النوع المعتقدات الدينية الإسلامية وهو مذكور في القرآن: ﴿وَوَرِثَ سُلَيْمَانُ دَاوُودَ﴾ واللإرث لغة البقاء ومبدأ الإمامة يعتمد على التعاقب بالوصية وان كان ناخباً واحداً لمنتخب واحد ولكنه تم من الامام علي إلى الامام الحسن ومنه إلى الامام الحسين عليهم السلام ثم تعاقب بالأبناء فالذين يؤمنون بهذا المبدأ يمكن أن نتفق معهم على اختلاف الأساس بالوراثة ولكن كيف نفسر أن هذا التعاقب جعل البيئة العائلية أصلح بالاختيار؟ وكيف نفسر الولاية العامة؟وكيف يصلح كمبدأ ديني ولايصلح كأساس للحكم؟
والولاية لاتفصل الدين عن الدولة والنظام الملكي الوراثي نظام التعاقب إلى العرش وهو ما أخذت به البلاد الرومية الملكية وأحسن من تعامل مع هذا النظام العراقي الملكي حيث وصف سيادة المملكة العراقية وديعة الشعب للملك فيصل بن الحسين ومن ثم لأكبر الأبناء على خط عمودي وأحال الأمر إلى مجلس أن اشكال التعاقب على خط عمودي سواء للاستحالة أو لعدم تمام الأهلية لأشغال هذه الوظيفة وهنا نحن أمام مبدأين ومعهودتين متوازنتين هي سيادة الأمة وسيادة الشعب وقطع الحق المدني والحال الشخصي بأحكام الوديعة أي الأمانة والمؤتمن ضامن والوديعة لاتورث.
فبهذا أكد الاستخدام المجازي للوراثة قانونا كما أكد وصفا منضبطا وأعرافاً دستورية ومن الأعراف الدستورية التي نشأت في العهد الملكي أستقالة الوزارة بتتويج الملك ونتيجة للتقارب مع الأعراف الملكية في الوراثة التي ينتقدها الجمهوريون وهي في النظام الجمهوري كما هو في الجمهورية العربية السورية وكذا في الأحزاب السياسية كما في لبنان وباكستان والهند والعراق وكذلك فترة البقاء التي تساعد على استقرار الدولة فقد عمد الجمهوريون إلى زيادة الفترة وإلى الولاية الثانية والبعض اعاد الولاية بدون تحديد كما في جمهورية مصر العربية.ونادراً مايقر الجمهوريون فترة قليلة للتعاقب إضافة إلى ميلهم لزيادة سلطات الرئيس ولعل أقل فترة هي فترة مجلس الحكم في العراق الذي كان التداول فيه شهرياً وليس لقراراته قوة إلزامية إلا بعد موافقة الحاكم المدني لقوات الاحتلال الذي شكل المجلس وحله وبالرغم من الكلام الكثير حول التداول على رئيس الجمهورية إلا أننا في النتيجة الواقعية نجد رؤساء مدى الحياة وشروط لاتنطبق إلا على من قررها وبالقوة، أحيانا يكون رئيسا للدولة أو الحكومة اوكليهما.
وكثيراً مايعتقد البعض ان الوراثة تملك الدولة ومن عليها وأنها توزع كالإرث، ربما هذا المفهوم موجود ولكن قبل دهور من الزمن فكل نظام له مقاييسه التاريخية وقد يصلح في ظروف موضوعية معينة ويختل في أخرى وواقع الحال يمكن تكيف أي نظام إذا حسبنا أسس أخرى في محتواه، فمثلا هل نريد نظاما فرديا تتركزفيه سلطات واسعة لدى رأس الدولة أم نريد رمزا للدولة تتوزع السلطات في النظام؟ وهل هذا التوزيع على أساس التدرج أو التوازن أو الفصل التام.هل نريد التوزيع الإقليمي بأقاليم واسعة أم ضيقة؟ ماهي السلطات المعطاة للأطراف وماهي للمركز؟وكم يؤثر التعاقب على هذه الامور؟ وهل يمكن القول ان حصر التعاقب في فئة أو عائلة وراثياً؟ حيث لا يمكن تصور الاختيار من عدة مرشحين إلا أحد طرائق الانتخاب وليس الوراثة ولكن إلى أي مدى هل هو حق أو وظيفة؟ وإذا كان حقاً فهل يثبت لجنين أو مجنون أو عمره دون البلوغ؟ وهل الحق تجوز الإساءة في استخدامه؟ وكيف نضبط الفوضى المحتملة من جراء استخدامه؟ كيف ننظم هذا الحق؟ وهل حصره بفئة أو عائلة يستلب جوهر الحق؟ وإذا كانت وظيفة فما هو التوصيف الوظيفي لها؟ وكيف نتاكد من المؤهلات الكافية لأداء واجبات هذه الوظيفة؟ وهل النظام الملكي الوراثي ينظم هذا الحق أو هذه الوظيفة أو يستلبها؟وهل الصفة الرسمية للأداء (الوظيفة) هي مفهوم آخر غير السلطة؟ وهل يجوز التعسف في استخدام السلطة؟ والسلطة في طبيعتها واحدة من سلطة رب الأسرة حتى أكبر سلطة في الدولة والاختلاف في الدرجة حيث ماكنة السلطة عند الدولة أعلى درجة من سلطة رب الأسرة.
ان المتخصصين في نظرية الدولة والدستور لايعصيهم الإجابة على هذه التساؤلات ولأننا لسنا بصدد منهجية سياسية بالضد أو المعية لذا نبحث في العلاقة على أساس علمي موضوعي معرفي ورأي قابل للصواب أو الخطأ ولهذه الحيثيات يكون من الاجدى ان لانركز السلطة في الرأس عندما نستخدم التعاقب الوراثي بل الرمزية والتحكيم حسب ظروف الدولة والمجتمع وتناقضاته ولان خطر تركز السلطة قد تكون له نتائج سيئة حتى لو كانت فترة التداول بسنة واحدة فلذا فإن حساب مثل هذا الأمر واجب لتحقيق العدالة من جهة أو استهدافها ولعدم نسف السلم والامن الدوليين في الدول التي تمتلك قوة مؤثرة في العالم.
ولا يعد وراثيا حصر التعاقب في فئة أو عائلة ولا تعد السلطة من الحقوق بل الوظائف لأنها لا تخضع للحق المدني في التملك ولكن مفهوم الوظيفة قد يختلف ولكن في احسنه هو وديعة أي أمانة وتؤدى لاصحابها وهم مواطني تلك البلاد وحتى لو تكلمنا عن حق كما هو في بعض نظريات الحق فلا يجوز اساءة استخدام الحق ولا يجوز التعسف في استخدام السلطة وهذه الامور كلها تقاس وتسير مع التطور العام للمجتمع ولم يعد من المقبول الآن بملكية مطلقة وراثية كانت أم منتخبة ولا كذلك برئيس مستلب للسلطة أم مُنتخب ولا يؤثر التعاقب في توزيع السلطات بين المركز والأطراف لأن ذلك يتعلق بالوزارة وليس الملك طالما سلمنا برمزيته وفاقد السلطة لا يعطيها ولكن الخطر ينشأ من ترسانة السلطة المركزة خارج حيثيات التركيز ومبرراته لأن الاختصاص القانوني الذي يبين مسار السلة لاينشا قيداً إلا لضرورة تعود بالأصلح وأن كان الأصلح موضوع غير محدد ولكن مرشداته بمقارنة التجارب والتطور الذي وصل إليه المجتمع والتناقضات فيه.